# Franz Schneider (Architekt)
Franz Leonhard Schneider (* 23. April 1877 in Eslohe; † 9. September 1948 auf Schloss Lembeck in Lembeck bei Dorsten) war ein deutscher Bildhauer, Architekt und Denkmalpfleger.

## Leben
Schneider, Sohn des Esloher Bildhauers und Heiligenschnitzers Peter Schneider (1848–1922) und dessen Frau Maria Anna Amalia Schneider geborene Weber (1848–1907), stammte aus einer Familie von Bild- und Altarschnitzern. Sein Vater schickte alle seine sieben Söhne auf die Kunstakademie Düsseldorf. Dort erlernte er zunächst die Porträtmalerei, dann die Bildhauerei. Schon 35-jährig studierte er Architektur an der Technischen Hochschule Karlsruhe bei Carl Schäfer. In Karlsruhe lernte Schneider den Architekten Wilhelm Kreis kennen, der ihn später nach Düsseldorf holte. Gut bekannt mit dem Kölner Domkapitular Alexander Schnütgen, avancierte Schneider dort zu einem gefragten Kirchenarchitekten mit Wirkungskreis in der Rheinprovinz und in Westfalen.
Schneider, der einen katholischen, konservativ-bürgerlichen Habitus pflegte, heiratete Maria Anna Elisabeth Esleben (1881–1950), die ihm sieben Kinder gebar, unter anderem als zweitgeborenes Kind und ersten Sohn den späteren Architekten Paul Schneider-Esleben, der 1935 im Düsseldorfer Architekturbüro des Vaters seine ersten Berufserfahrungen sammelte und mit ihm zusammenarbeitete. Auch die Söhne Karl (1918–1975) und Egon (1924–1980) wurden Architekten in Düsseldorf. 1930 gewann Schneider den Wettbewerb um die Gesamtbebauung der Abtei Königsmünster in Meschede. Bei einem Bombenangriff im Zweiten Weltkrieg starben die Töchter Eva (1914–1945) und Maria (1918–1945). Auch sein Düsseldorfer Wohnhaus und sein Architekturbüro wurden zerstört.
Am 1. September 1943 zog er nach St. Florian in Oberösterreich. Von Heinrich Glasmeier, dem Intendanten der Reichs-Rundfunk-Gesellschaft, war er dorthin geholt worden, um Pläne für den Ausbau des Stifts Sankt Florian als Produktionsstätte des „großdeutschen und europäischen Rundfunks“ zu entwickeln. Sie hatten sich bereits 1923 kennengelernt, als Schneider für ein Projekt auf Schloss Velen tätig war, wo Glasmeier damals ein Archiv betreute. Im gleichen Jahr wurde er mit Dienstsitz in Linz zum Landeskonservator von Oberösterreich berufen. Im Zeitraum 1942 bis 1945 entstanden rund 270 Zeichnungen mit Planungen für St. Florian. 1946 kehrte er nach Deutschland zurück.
1947 übernahm Schneider die Wiederherstellung des Schlosses Lembeck, wo er ein Büro einrichtete, das 1948 sein Sohn Paul samt der dortigen Aufgabe des Wiederaufbaus weiterführte.
Schneiders Enkel ist Florian Schneider-Esleben, Mitgründer der Band Kraftwerk.

## Bauten und Entwürfe (Auswahl)

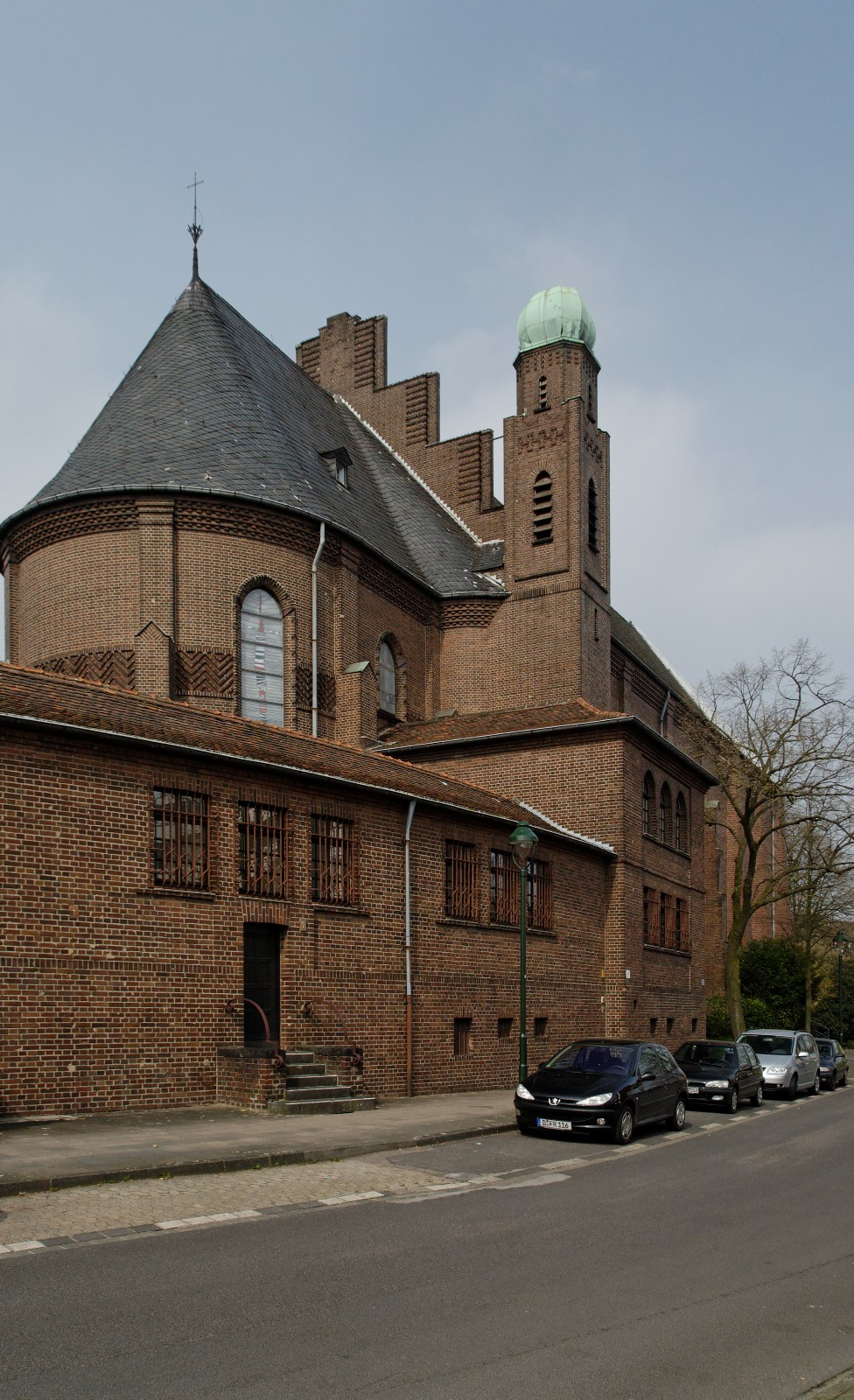
Choransicht der Kirche St. Bonifatius in Düsseldorf-Bilk

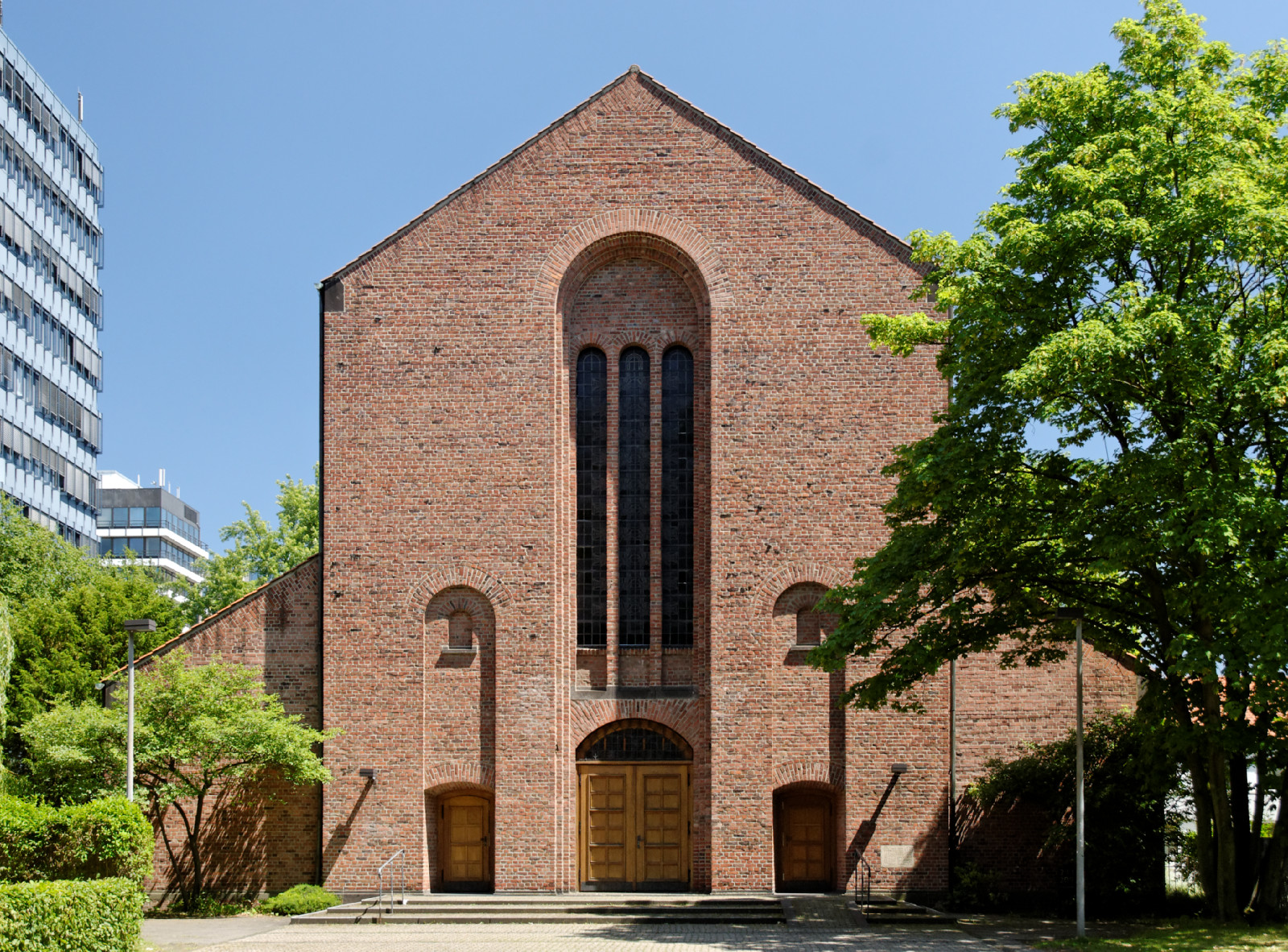
Hauptfassade der Kirche St. Albertus Magnus in Düsseldorf-Golzheim

- 1911: Kirche St. Jakobus der Ältere in Lichtringhausen
- 1912/1913: Kirche St. Joseph in Listerscheid
- 1914/1915: Pfarrhaus in Meggen[8]
- 1915: Kirche St. Margaretha in Ennest
- um 1915: Wohnhaus Löhr in Meggen[8]
- 1919–1928: Kirche St. Hubertus in Duisburg-Rahm
- 1920–1923: Umbau von Schloss Melschede
- 1920–1923: Umbau von Schloss Wocklum
- 1921/1922: Kirche St. Nikolaus in Balve-Beckum
- 1922: Christ-König-Kirche in Hamm-Wambeln
- 1923: Archivgebäude auf Schloss Velen[9]
- 1924: St. Matthias in Fretter
- 1925–1927: kath. Pfarrkirche St. Joseph in Brilon-Wald
- 1926: Kirche St. Petrus Canisius in Düsseldorf-Unterbilk
- 1927: Kirche St. Bonifatius in Düsseldorf-Bilk
- 1929–1930: Kirche Christus König in Düsseldorf-Oberkassel
- 1930–1932: rechter Gebäudetrakt und Krypta der Abtei Königsmünster in Meschede
- 1937: Wohnhaus in der Schlageter-Siedlung zur Reichsausstellung Schaffendes Volk, Düsseldorf-Golzheim
- 1938/1939: Kirche St. Abertus Magnus in Düsseldorf-Golzheim
- 1942–1945: Planungen zum (großenteils barockisierenden) Umbau des Augustiner Chorherren-Stifts St. Florian bei Linz
- 1947: Wiederaufbau des Schlosses Lembeck